# Peristaltika
Peristaltika (iz grščine peristellein - ovijati se) je ritmično krčenje gladkega mišičja prebavil od začetka požiralnika do konca debelega črevesa. Peristaltično gibanje nastane zaradi kontrakcije krožnega in  vzdolžnega sloja gladke mišičnine v steni prebavil.
Peristaltika poganja bolus (grižljaj hrane) navzdol po požiralniku v želodec ter nadalje himus skozi tanko in debelo črevo. Peristaltično gibanje se začne že na začetku požiralnika in preprečuje, da bi grižljaj pripotoval nazaj v ustno votlino. 

## Peristaltika v požiralniku
Potem ko prežvečimo grižljaj hrane, ga pogoltnemo v požiralnik. V požiralniku se tik za bolusom skrčijo krožne mišice in preprečijo povratek bolusa v usta. Nadalje kontrakcije vzdolžnega mišičja poganja bolus v smeri proti želodcu.
V požiralniku se pojavita 2 peristaltična valova:
- Primarni peristaltični val nastane takoj po pogoltnjenju bolusa v požiralnik. Ta val potiska bolus navzdol prvih 8-9 sekund.

- Če se bolus zatakne ali potuje prepočasi, da bi zapustil požiralnik, dokler traja primarni peristaltični val, se vzdražijo receptorji na nateg v steni požiralnika in refleksno se sproži sekundarni val, ki traja dokler bolus ne zapusti požiralnika.

## Peristaltika v tankem črevesu
Ko se hrana prebavi v želodcu in ga pretvori v poltekočo vsebino, imenovano himus, himus zapusti želodec skozi vratarja ter pride v dvanajsternik, prvi odsek tankega črevesa. Nastajajo kratkotrajni peristaltični valovi, katerih poglavitna vloga ni potiskanje himusa naprej po črevesu, marveč njegovo mešanje in s tem olajševanje nadaljnjega prebavljanja in absorpcije. 
Postopoma himus doseže debelo črevo; vsebina tankega črevesa se v debelo črevo iztisne s periodičnimi gibi 1- do 3-krat dnevno. Ti periodični masovni iztisi vsebine v debelo črevo potiskajo feces tudi naprej po debelem črevesu in uravnavajo iztrebljanje.